# Anita Buri
Anita Buri (* 3. Juli 1978) ist eine Schweizer Moderatorin und Model. Sie war Miss Schweiz 1999.

## Leben
Die kaufmännische Angestellte aus Berg (TG) wurde 1999 in Lugano zur Miss Schweiz gewählt. Im selben Jahr vertrat sie die Schweiz bei der Miss-World-Wahl in London und 2000 bei der Miss-Universe-Wahl in Zypern.
Von 2002 bis 2008 war sie mit dem ehemaligen Nationalfussballspieler Marc Hodel verheiratet. Sie haben einen gemeinsamen Sohn, der 2002 zur Welt kam. 
Seit ihrem 6. Lebensjahr tanzt sie Ballett, Jazz Dance, Hip Hop Streetdance und Latin. Mit Sonia Grandjean (Miss Schweiz 1998) und der Profi-Tänzerin und Choreografin Eljadusa Kedves führte sie zwei Jahre eine Ladystyle-Showtanz-Gruppe. Sie unterrichtete Jugendliche in Jazz Dance. Für die Organisation „Fitness for Kids“ war sie in der Deutschschweiz als Fitness-Botschafterin unterwegs.
In der SRF-Tanzshow Darf ich bitten? schaffte sie es 2019 ins Finale.
Anita Buri arbeitet als Model und als TV- und Event-Moderatorin. Die Thurgauerin und Wahlaargauerin moderierte von 2007 bis 2009 für TVO die Sendungen Wenn TVO lütet…, Sommertour und die Miss Ostschweiz Wahl. Für Tele Top war sie von 2011 bis 2014 die Moderatorin der wöchentlichen Talksendung Top Talk. Seit Dezember 2020 moderiert sie ihren eigenen Podcast „Schnurri mit Buri“, veröffentlicht auf den gängigen Podcast-Plattformen. Sie stellt darin verschiedene Persönlichkeiten der Schweiz vor.
Anita Buri designt ihre eigenen Taschenkollektionen und ein E-Bike. Sie war im PR-Bereich diverser Online Shops involviert. Seit 2014 ist sie für eine Discountkette in der Schweiz tätig, für die sie in verschiedene Rollen schlüpft.

## Engagement
Seit 2001 ist sie Botschafterin der Kinderhilfsorganisation Camaquito. Camaquito arbeitet politisch und konfessionell unabhängig und setzt sich für Bildung, Sport und Kultur in Kuba ein. Die Organisation engagiert sich für kubanische Projekte in Schulen, Krankenhäusern, Tanzschulen, im Fussball und bei der Wasserversorgung.